# شهرستان کیکویدزنسکی
شهرستان کیکویدزنسکی (به لاتین: Kikvidzensky District) یک شهرستان در روسیه است که در استان ولگوگراد واقع شده‌است.